# Аранда, Педро Абарка
Пе́дро Па́бло Аба́рка де-Боле́а, 10-й граф Ара́нда (с 1742 года) (исп. Pedro Pablo Abarca de Bolea, conde de Aranda; 21 декабря 1718, Сьетамо — 9 января 1798, Эпила) — испанский государственный деятель и дипломат.

## Биография
Родился 21 декабря 1718 года в Сьетамо, провинция Уэска.
Изучал богословие в Болонье и Риме. В 18 лет поступил в военную академию в Парме. В 1740 году в чине капитана поступил на военную службу. Участвовал в войне за австрийское наследство. В 1743 году был тяжело ранен и вышел в отставку. Путешествовал по Европе: посетил Пруссию, где изучал военное дело, Францию, где познакомился с Дидро, Вольтером и Д’Аламбером, Италию и Великобританию.
В 1755 году вернулся на службу и был отправлен послом в Португалию. В 1757 году назначен командующим артиллерией. После вступления на испанский престол короля Карла III, в 1760 году был отправлен послом ко двору польского короля Августа III. По возвращении из Польши, в 1762 году назначен главнокомандующим испанскими войсками в походе на Португалию: в начале похода Аранда взял Алмейду, но затем испанцы потерпели ряд поражений от пришедших на помощь Португалии англичан. В 1763 году был назначен генерал-капитаном провинции Валенсия.

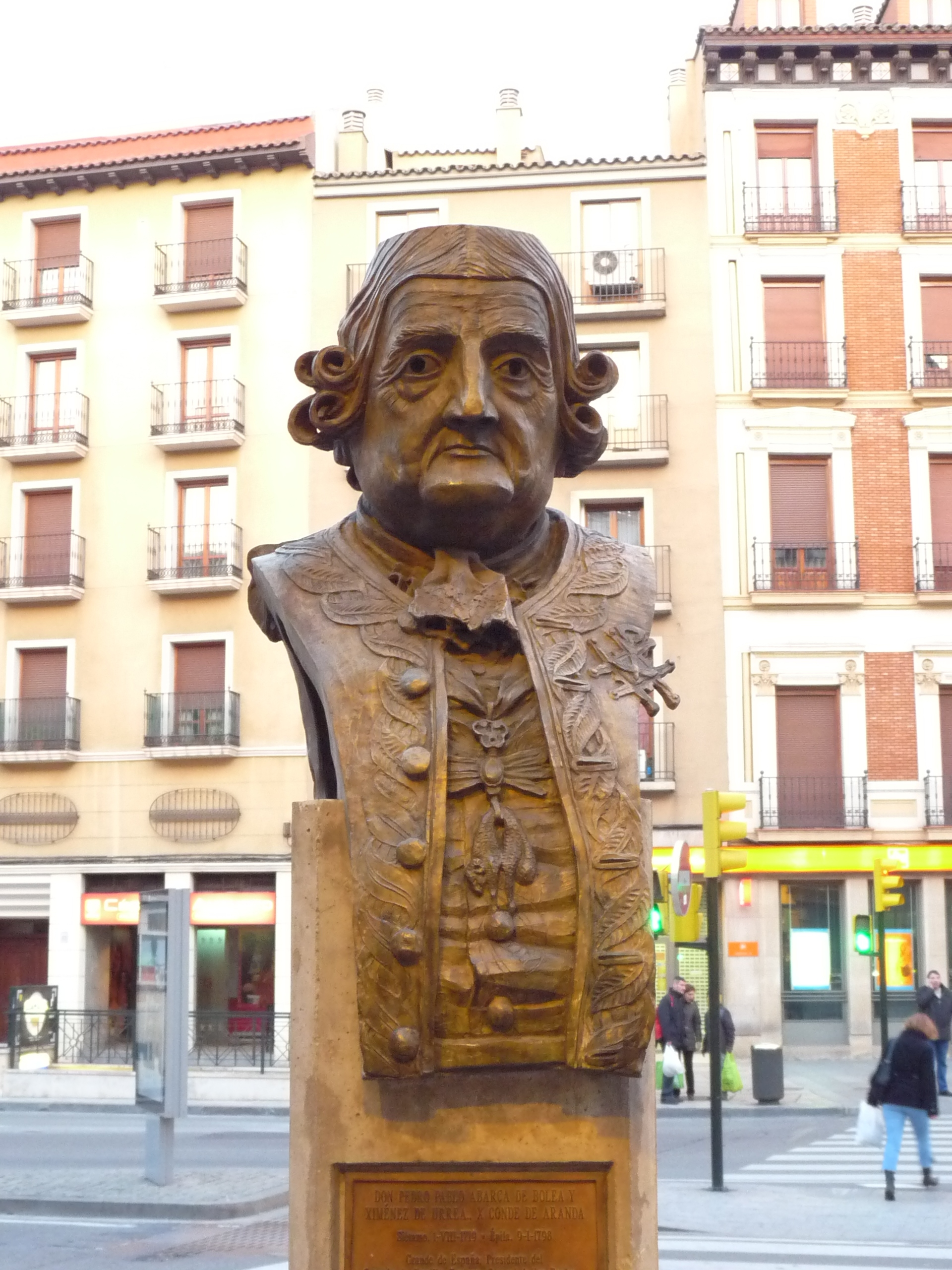
Бюст графа Аранда в Сарагосе

В марте 1766 года Аранда подавил восстание в Мадриде. Король Карл III в благодарность назначил его в генерал-капитаном Кастилии и президентом Королевского совета Кастилии. Находясь на этом влиятельном посту, Аранда старался устранить злоупотребления католической церкви, ограничить власть духовенства и инквизиции. Разделяя взгляды французских просветителей, способствовал изгнанию иезуитов из Испании и её колоний в 1767 году. Пытался провести аграрную реформу — разделить часть общинных земель между крестьянами, но встретил яростное сопротивление испанских феодалов и нажил себе множество влиятельных недоброжелателей. В 1773 году, вследствие влияния доминиканцев, отстранён от управления и назначен послом во Францию. На этом посту Аранда оставался до 1787 года. Его заслугой является заключение в 1783 году выгодного для Испании Парижского мира с Великобританией.
28 февраля 1792 года назначен Государственным секретарём, но уже 15 ноября того же года был заменён на этом посту любимцем королевы Годоем и назначен председателем Государственного совета. Выступал против войны с революционной Францией. Вследствие своего либерализма и вражды с Годоем, 14 марта 1794 года был сослан в Хаэн в Андалусии. В 1795 году ему было позволено отправиться в своё имение.
Скончался 9 января 1798 года в Эпиле. Позднее в Сарагосе в память о нём был установлен бюст.